# مهتاب (فیلم ۱۹۱۸)
مهتاب (انگلیسی: Moonshine) فیلمی کوتاه به کارگردانی راسکو آرباکل محصول سال ۱۹۱۸ کشور ایالات متحده آمریکا است.

## بازیگران

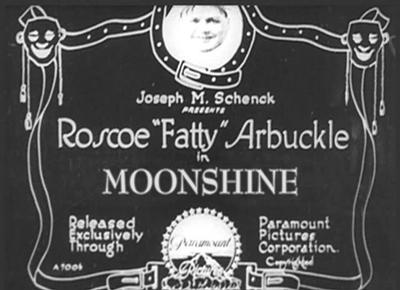
Title card

- راسکو آرباکل
- باستر کیتون
- ال سنت جان
- آلیس لیک
- چارلز دادلی
- جو بوردو